# Tagebuch eines Diebes aus Shinjuku
Tagebuch eines Diebes aus Shinjuku (jap. 新宿泥棒日記, Shinjuku Dorobō Nikki) ist ein japanischer Spielfilm von Nagisa Ōshima.
Der Filmemacher reiht darin Sequenzen aneinander, die inhaltlich und stilistisch höchst unterschiedlich sind und keine sich logisch fortentwickelnde Handlung ergeben. Für das Publikum ist das formale Vorgehen Oshimas, eine avantgardistische Fragmentierung des Geschehens, eine Herausforderung.
Der Vorspann ist halbdokumentarisch. Inmitten der Hochhäuser des Tokioter Viertels Shinjuku, auf einem betonierten, von Passanten frequentierten Platz, gibt die moderne Theatergruppe „Situationstheater Juro Karo“ eine Darbietung. Dann führt Ōshima den Dieb ein, ein junger Student aus wohlhabendem Haus, der in einer Großbuchhandlung Werke vor allem französischer Autoren mitlaufen zu lassen versucht. Umeko, die sich als Verkäuferin ausgibt, entdeckt ihn und führt ihn zum Besitzer des Ladens. Dieser ist über seinen Buchgeschmack erfreut und lässt ihn laufen. Der Dieb und Umeko gehen miteinander ins Bett, doch es klappt nicht. Der Sexualtherapeut Tetsu Takahashi kommt zum Schluss, dass sie an Androgynität und unklarer Geschlechtszuordnung leiden. Von ihm aufgefordert, sich zur Therapie auszuziehen, haben sie jedoch Hemmungen davor. Der Dieb veranlasst Umeko, in einem Modegeschäft Kleider zu stehlen. Einen Abend verbringen die beiden damit, durch die Fenster einer traditionellen Herberge einem Paar beim Verkehr zuzuschauen. Anschließend diskutieren in lichtschwachen, dokumentarischen Bildern Mitarbeiter des Filmstabs über den Sinn von Sexualität. Des Nachts rennen der Dieb und Umeko über eine leere Hochstraße, bis zwei Männer auftauchen, die ihn niederschlagen und Umeko vergewaltigen. Später tritt der Dieb in einem traditionellen Theater in der Rolle des Sohns eines Shoguns auf. Umeko greift nachts in der Buchhandlung Bücher aus den Regalen und stapelt sie zu einem Kunstwerk, worauf der Besitzer und der Dieb hinzukommen. Zuletzt sind Originalaufnahmen von Unruhen zwischen Studenten und der Polizei in Shinjuku zu sehen.
Ein Teil der Handlung spielt sich in der Buchhandlung Kinokuniya ab, die wenige Jahre zuvor entstanden war und sich rasch als Treffpunkt von Intellektuellen und Studenten etablierte. Überwiegend in Schwarzweiß gedreht, wechselt der Film in einigen Passagen zu Farbe. Ōshima kollagiert zahlreiche Anspielungen auf Werke der Literatur und des Films. Schon der Titel leitet sich vom Tagebuch eines Diebes von Jean Genet ab, daneben nehmen die Protagonisten Bücher von Dostojewski in die Hand. Die zu Beginn angezeigten Ortszeiten einiger Städte rund um die Welt beziehen sich auf ein ähnliches Motiv in Oktober von Sergej Eisenstein. Die gestapelten Bücher sind ein Motiv aus Jean-Luc Godards Die Chinesin. Juro, der Kopf der Theatergruppe, singt während des Films mehrfach, frontal zur Kamera gerichtet, mit Gitarre das Lied von Ali Baba, der geheimnisvollen Stadt.
Frieda Grafe rezensierte den Film 1972 und stellte fest, es scheine der Erzählung „nichts daran zu liegen, ihre Grenzen und ihre Personen zu definieren. Auch in diesem Film wird das Simulieren, Mimen, Darstellen von Vorgängen zum Angelpunkt der Handlung. Es ist nicht nur Brechung des Darstellungsmittels, es ist Sujet, Fiktion, Schauspiel als Mittel der Bewusstwerdung. Die Spieler fallen aus ihren Rollen in das, was im Rahmen der Fiktion Realität sein soll.“ Zu den „kompliziertesten“ Filmen Ōshimas zählte Ulrich Grogor den Dieb: „Der mäanderartig verzweigte Film, in dem Dokumentarisches mit Symbolischem abwechselt (oder geradezu verschmilzt), ergibt insgesamt ein Bild der Verwirrung und Frustration der jungen Generation Japans, der Ratlosigkeit der Älteren, der latenten Unruhe in dem Stadtviertel.“ Turim (1998) sah eine Gemeinsamkeit Ōshimas mit dem Godard vor 1968, dass sie den Zusammenhang zwischen der Revolte einer unzufriedenen Jugend und sexueller Energie und dem Theater vermessen. „Das Theater der Sexualität ist hier pervers und unfähig, koitale Befriedigung herbeizuführen, außer in Gewalt und Aggression.“